# Pavel Machonin
Pavel Machonin (Prostějov, 6 giugno 1927 – Praga, 14 luglio 2008) è stato un sociologo cecoslovacco.

## Biografia
Dopo essere diventato direttore dell'Istituto di Scienze sociali e politiche dell'Università di Praga, nel 1969 a Bratislava fece pubblicare Československá společnost, opera riguardante la stratificazione sociale della Cecoslovacchia comunista. Nel 1970, durante l'ondata "normalizzatrice", fu espulso dall'Istituto di Scienze sociali e politiche. Tra il 1970 e il 1974  lavorò in un'associazione sportiva. In seguito venne impiegato in un'azienda agricola. Riprese a pubblicare dopo il 1989.